# 歳内宏明
歳内 宏明（さいうち ひろあき、1993年7月19日 - ）は、兵庫県尼崎市出身の元プロ野球選手（投手）。右投右打。羽田エキスパートエージェンシーとエージェント契約を結んでいる。

## 経歴

### プロ入り前
尼崎市立小園小学校3年時から「猪名川エンジェルス」で軟式野球を始めると、中学生時代にはボーイズリーグの宝塚ボーイズに所属した。
オリックス・ブルーウェーブの打撃投手時代にイチローの練習パートナーとして知られた当時の宝塚ボーイズ監督・奥村幸治の勧めで、中学卒業後は福島県の聖光学院高校へ進学。1年生だった2009年の秋からベンチ登録を果たしたものの、対外試合の登板では、打たれ出すと止まらなくなる傾向が見られた。
2010年には、2年への進級当初まで4番手・5番手の投手として扱われていたが、6月にスプリットの投げ方を身に付けたことから状況が好転。夏の選手権福島大会直前に先輩投手が故障したこともあって、エースの座を確保すると、チームを選手権全国大会出場に導いた。全国大会では、春の第82回選抜高等学校野球大会で準決勝まで進んだ広陵高校と初戦（2回戦）で対戦。有原航平との投げ合いを制して1-0で完封勝利を挙げると、3回戦でも履正社高に勝利した。準々決勝で島袋洋奨を擁する興南高校に3-10で敗れたものの、後に興南高校がこの大会で沖縄県勢初の春夏連覇を達成したことから、聖光学院も歳内も注目されるようになった。
2011年には、3年へ進級する直前の3月11日に発災した東日本大震災で、伊達市にある聖光学院高校のグラウンドや寮が被災した。歳内もいったん実家へ帰省したが、発災のおよそ2週間後に野球部の練習が再開されると、練習と並行しながら他の部員と共にボランティアで支援物資の運搬などに携わった。夏の選手権全国大会に福島代表で出場すると、日南学園高校との1回戦を、延長10回の末に5-4で勝利した。金沢高校との2回戦で釜田佳直と投げ合った末に2-4で敗れたため、「『被災地の思いを背負う』と言ってきました。チームのみんなにも、福島の人にも申し訳ないです」と涙ながらに語って甲子園を後にしたが、2試合を通じて奪った三振は30個にまで達した。ちなみに、野球部の1学年後輩には岡野祐一郎がいて、歳内の同部引退後にエースナンバーを引き継いでいる。
2011年8月28日から開催の第9回AAAアジア野球選手権大会に日本代表の一員として出場すると、この年のNPBドラフト会議で、地元球団の阪神タイガースから2巡目で指名。契約金6000万円、年俸720万円（金額は推定）という条件で入団した。入団当初の背番号は26。夏の選手権全国大会の常連校に数えられている聖光学院高校の出身者では初めてのプロ野球選手でもあった。

### 阪神時代

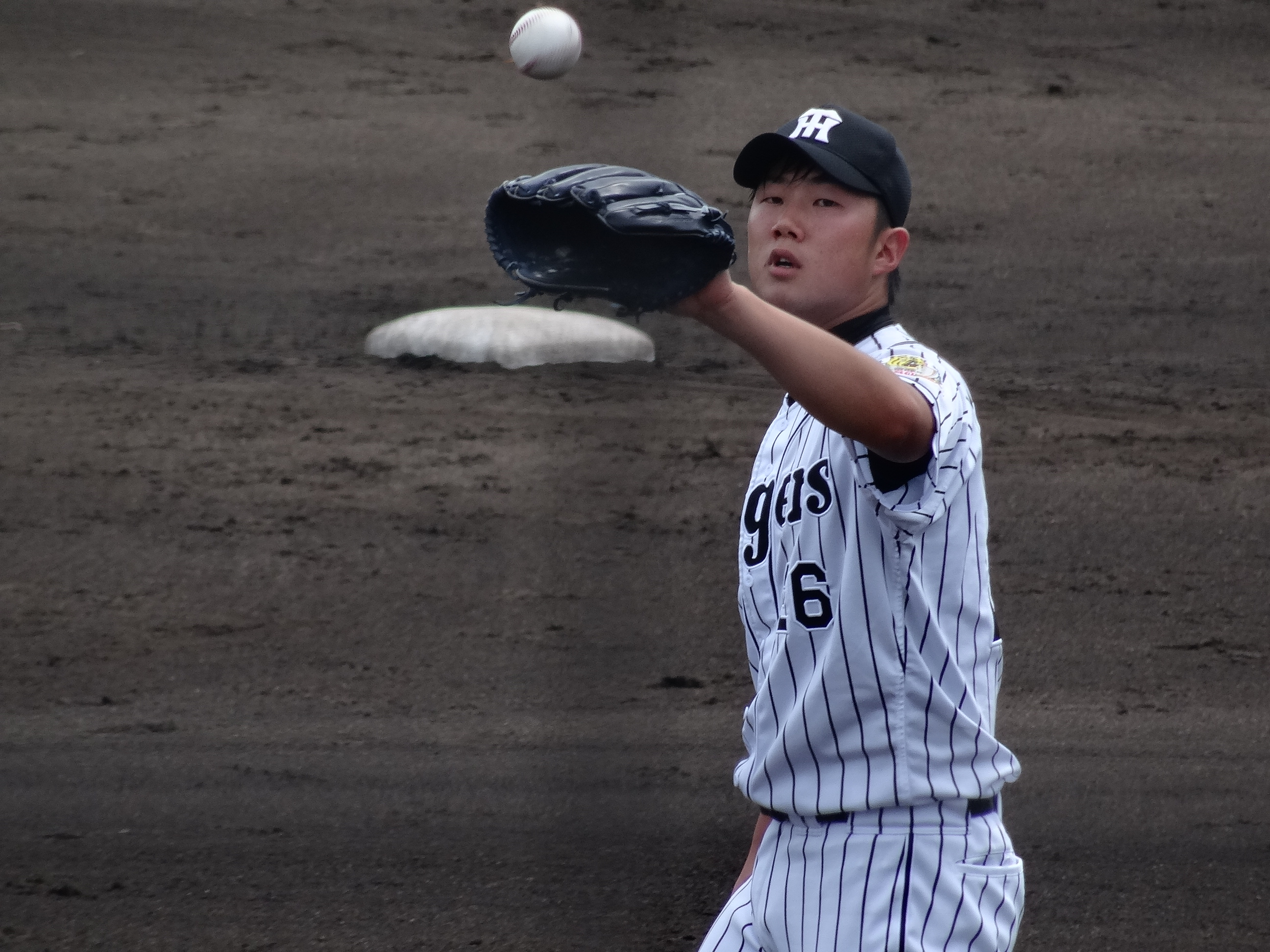
阪神時代
（2015年8月29日 阪神鳴尾浜球場にて）

2012年、ウエスタン・リーグの公式戦で、8月末までに4勝2敗、防御率2.32という好成績を記録。9月2日の対広島東洋カープ戦（甲子園）で、先発投手として一軍デビューを果たした。9月13日の二軍練習中に腰痛を発症。当初予定していた9月17日の横浜DeNAベイスターズ戦（甲子園）の先発登板を回避したばかりか、一軍への再昇格を果たせないままシーズンを終えた。シーズン終了後の11月には、秋季キャンプへの参加を予定していたが、体調不良を理由に参加メンバーから外れている。
2013年、春季キャンプからの二軍調整を経て、4月7日にシーズン初の出場選手登録。救援要員として5試合に登板したが、被安打4本のうち3本が本塁打で、5失点を喫するなど精彩を欠いた。4月24日に登録を抹消されると、そのままシーズンを終えた。なお、6月には、1年先輩の投手・岩本輝と共にミニキャンプでの調整に専念。ウエスタン・リーグの公式戦では、12試合に登板したが、2勝3敗、防御率4.87という成績にとどまった。
2014年、春季キャンプを一軍選手主体の「沖縄組」で迎えた後に、3月21日のウエスタン・リーグ公式戦でオリックス・バファローズを相手に「開幕投手」を務めると、4月10日の対DeNA戦（甲子園）で一軍公式戦2年ぶりの先発を経験（詳細後述）。7月30日の対東京ヤクルトスワローズ戦（甲子園）では、2点ビハインドの4回表無死満塁から救援で登板したところ、2つの三振を奪うなど無失点でピンチを凌いだ。さらに、交代後にチームが逆転したことから、一軍での初勝利を挙げた。レギュラーシーズン全体では、一軍公式戦13試合（先発で3試合）に登板。さらに、レギュラーシーズンを2位で終えた一軍がクライマックスシリーズを突破したことから、日本シリーズへの出場資格を得た。福岡ソフトバンクホークスとの対戦になった日本シリーズでは、第3戦（10月28日・福岡ヤフオク!ドーム）に唯一登板。7回裏からの救援登板で、2イニングを無失点に抑えた。シーズン終了後の11月11日に甲子園で開かれた「日本プロ野球80周年記念試合」でも、阪神・巨人連合チームの投手として、7回表に登板している。
2015年、2年続けて春季キャンプで「沖縄組」のメンバーに選ばれたが、キャンプ中に右肩を痛めてからは二軍で調整。結局、シーズン初の出場選手登録は、6月14日にまで持ち越された。8月19日の対読売ジャイアンツ戦（東京ドーム）5回裏には、能見篤史・歳内・山本翔也による継投で、球団史上ワーストの公式戦1イニング12失点を記録。先頭打者・長野久義からの4連打を含む6被安打で6失点の能見に代わって登板した歳内は、1被安打・2与四球・3失点という内容で、一死も取れないまま山本への交代を命じられた。もっとも、レギュラーシーズン全体では、オール救援ながら一軍公式戦で自己最多の29試合に登板。試合序盤からのロングリリーフや、ビハインドの場面からの登板を中心に好投を続けた結果、1勝1敗2ホールド、防御率2.62という成績を残した。一軍のレギュラーシーズン3位で迎えたクライマックスシリーズでは、巨人とのファーストステージ第3戦（10月12日・東京ドーム）6回裏一死から、救援でシリーズ初登板。1回3分の2を無失点に抑えて福原忍に後を託したが、チームはこの試合でステージ敗退が決まった。
2016年、3年連続で春季キャンプを「沖縄組」で過ごした後に、プロ入り後初めて、公式戦の開幕を一軍で迎えた。開幕後は、オール救援で9試合に登板。2ホールド、防御率3.00を記録したが、4月28日の出場選手登録抹消を境に一軍から遠ざかった。シーズン終了後には、メキシコで開かれた第1回WBSC U-23ワールドカップに日本代表の一員として参加。救援で登板した4試合をいずれも無失点で凌ぐなどの好投で、チームの優勝に貢献した。
2017年、シーズンを通じて右肩の違和感に悩まされたことから、一軍公式戦への登板機会がなく、ウエスタン・リーグの公式戦でも2試合の登板にとどまった。フェニックスリーグへの参加も見送ったため、シーズン終了後の11月16日には、右肩のリハビリに専念する目的で育成選手契約へ移行することが球団から発表された。移行後の背番号は126。
2018年、ウエスタン・リーグ公式戦で17試合に登板。7月30日には、支配下選手契約へ再び移行するとともに、背番号を126から97に変更した。
2019年、ウエスタン・リーグ公式戦で34試合に登板したほか、4月20日には3シーズンぶりの出場選手登録を果たした。しかし、一軍公式戦へ登板する機会のないまま、チーム事情との兼ね合いで同月22日に登録を抹消。前述したように故障が相次いでいたことも背景に、10月2日に球団から戦力外通告を受けた。12月2日付で、NPBから自由契約選手として公示。

### 阪神退団後
阪神からは戦力外通告の際に球団職員への転身を打診されていたが、固辞したうえで羽田エキスパートエージェンシー（HEA）とエージェント契約を締結。奥村や松中信彦（元・福岡ダイエーホークス→ソフトバンク内野手）がHEAと同様の契約を結んでいることを背景に、NPB他球団での現役続行に向けて再スタートを切った。11月12日には、大阪シティ信金スタジアムで開催の12球団合同トライアウトに参加。シートバッティング形式の対戦で、打者3人を相手に、1奪三振1被安打という結果を残した。
その一方で、トライアウトの後には、台湾で開催されるアジア・ウィンター・リーグ（AWB）へ単身で参加。2020年シーズンから中華職業棒球大聯盟（CPBL）への再加盟を予定している味全ドラゴンズとの間で、リーグ戦期間限定のスポット契約を結ぶと、3試合の先発登板で1勝を挙げた。AWBの終了後には、2020年もCPBLでプレーを続ける意向を示す一方で、日本国内の独立リーグに加盟する複数の球団（四国アイランドリーグplusの香川オリーブガイナーズなど）から入団を打診された。

### 四国IL・香川時代
2019年12月26日に、香川オリーブガイナーズが歳内の入団を発表した。NPBへの復帰を視野に入れた契約で、背番号は11。ゼネラルマネジャー（GM）兼総監督の松中からNPB復帰への全面的なサポートを約束されたことに加えて、同リーグの活動範囲が地元の関西地方に近く、NPB球団の編成部員による視察の機会も多いことが入団への決め手になった。
2020年、6月20日に徳島インディゴソックスとの開幕戦（レクザムスタジアム）へ先発すると、被安打3の11奪三振で完封勝利を挙げた。その後のリーグ戦でも、右肩の状態が上向いていることを踏まえて先発投手に起用。8月末までに9試合の登板（投球イニング64回）で、3完封を含む5勝0敗、防御率0.42、76奪三振を記録した。
この年は年頭から新型コロナウイルスへの感染が拡大している影響で、NPBも四国アイランドリーグplusも、シーズンの開幕を当初の予定から大幅に延期。NPBでは開幕をおよそ3か月延期したことに伴って、加盟球団がレギュラーシーズン中に選手と新たに入団契約を締結できる期限を、例年の7月31日から9月30日に変更している。そのような特例の下で歳内が別格の成績を残していたことから、NPBのレギュラーシーズン中に投手陣の強化を目論む複数の球団（ヤクルトなど）が、編成部員を歳内の視察へ派遣するようになった。
実際には四国アイランドリーグplusシーズン中の9月上旬にヤクルトへ移籍したが、香川を退団するまでに同リーグのシーズン最終規定投球回へ到達。さらに、退団後に同リーグの最終規定投球回を満たした投手が全員歳内を下回る防御率でシーズンを終えたため、リーグ最優秀防御率のタイトルをヤクルト移籍後に獲得している。同リーグのシーズン中にNPBの球団へ移籍した選手が最優秀防御率のタイトルを獲得した事例は、2016年のガブリエル・ガルシア（徳島インディゴソックス→巨人）以来2人目である。

### ヤクルト時代
2020年9月6日に、東京ヤクルトスワローズが歳内との間で入団契約を結んだことを発表した。香川時代に続いて先発投手としての起用を見込んだ契約で、背番号は91、年俸は600万円（金額は推定）。翌7日にNPBから新規支配下登録選手として公示されたことによって、NPBへの復帰が正式に決まった。復帰後は、9日のイースタン・リーグ公式戦（横須賀スタジアムでの対DeNA戦）での先発を経て、16日の対DeNA戦（明治神宮野球場）で先発投手として一軍公式戦へ4シーズン（1603日）ぶりに登板。24日の対中日ドラゴンズ戦（神宮）では、この年に東芝から中日に入団した岡野との先発対決が実現したものの、2回1/3を5失点という内容で復帰後初黒星を喫した。しかし、10月1日の対DeNA戦（横浜スタジアム）では、先発で7回無失点と好投。NPBでの一軍公式戦としては阪神時代（2015年9月29日）の対DeNA戦（甲子園）における救援登板以来1829日ぶり、先発登板では阪神時代を含めても初めての勝利を挙げた。結局、復帰後はオール先発で一軍公式戦7試合に登板。白星は上記の1勝だけにとどまったものの、シーズン終了後の12月3日に、推定年俸800万円という条件で契約を更改した。翌4日に、背番号を62へ変更することを発表。
2021年、春季キャンプを一軍で迎えたが、本人曰く「（阪神の投手時代に痛めていた右）肩に加えて、腰や脚のコンディションも良くなかった」とのことで、オープン戦からは二軍生活に終始。イースタン・リーグ公式戦では6試合の登板で1勝2敗、防御率6.06を記録したのみで、シーズン中盤からはリハビリに専念していたが、身体の限界を感じるようになったという。10月6日に球団から戦力外通告を受けたことを機に現役を引退。12月2日付で、NPBから自由契約選手として公示された。

### 現役引退後
2022年1月1日付で、古巣の阪神に球団職員として復帰。復帰後は事業本部の振興部員として、同部が運営する「タイガースアカデミー　ベースボールスクール」の専属コーチを務めている。

## 選手としての特徴
聖光学院高校時代に身に付けたスプリットフィンガード・ファストボール（SFF）が代名詞で、ストレートとのコンビネーションによって三振を奪う。2020年時点でのストレートの球速は最速148km/h、平均144km/hで、2017年に右肩を故障するまでは最速150km/hを記録していた。その他にシュート、スライダー、カーブを投げる。フィールディングにも定評があるが、SFFについては「フォークボール」と称している。
2020年の9月に歳内を獲得したヤクルトの小川淳司GMは、GM就任前（一軍監督時代）の阪神戦でチームが歳内と対戦した時から、歳内に良いイメージを持っていたという。そのイメージに加えて、歳内が独立リーグながら香川への在籍中に別格の成績を残していたことから、「先発として評価できる」として獲得に至った。「例年なら7月いっぱいで（戦力の）補強が終わるはずだが、（前述したように新規契約の期限が9月末日に変更されたことは）『肩の状態を見極める』という意味で『歳内に運のようなものがあるのかな』と勝手に思っている。これが一つの縁になって（一軍公式戦の先発登板で）結果が出れば、彼にとっても球団にとっても良いこと」とも述べている。
主に中継ぎで登板していた阪神時代には、コントロールが課題とされていた。本人がヤクルトへの入団直後に語ったところによれば、右肩の痛みが癒えた香川時代に先発ローテーションの一員として中6日のペースで登板を重ねるにつれて、コントロールが改善されたという。さらに、「阪神時代には練習や試合で年に数回だけ試投していたシュートやスライダーの精度が、『試合で投げても良い』（と自分で納得できる）レベルにまで向上した」とのことである。

## 人物
阪神への入団記者会見では、宝塚ボーイズの先輩である田中将大を目標の投手に挙げていた。
聖光学院高校在学中に知り合った女性との結婚を、阪神入団3年目の2014年3月28日に発表。同年4月10日には、妻が長女を出産した。歳内自身は、長女の誕生当日に、DeNAとのナイトゲーム（甲子園）で先発。4回まで投げて3失点で交代したが、チームは6-5でサヨナラ勝利を収めた。
実妹の歳内彩文はフジテレビの社員で、中学生時代まではソフトボールの選手として活動していた。進学先の高校（男子との共学校）にソフトボール部がなかったため、男子部員ばかりの硬式野球部で実兄の宏明に続いて野球への道を志そうとしたが、男子選手が出場する試合に女子選手への参加を認めない規定が存在することから入部を断念。高校時代の3年間は空手、大学への進学後はダンスに励んでいたという。2019年にフジテレビへ入社してからは、2020年東京オリンピック関連の取材を志していることを背景に、スポーツ中継や『S-PARK』（スポーツ情報番組）の制作へ従事。2020年8月に同番組で放送された「もうひとつの『2020夏 僕らの甲子園。』」内の企画（作新学院高等学校女子硬式野球部への密着取材特集）で、テレビディレクターとしてのデビューを果たした。
ヤクルトへの入団記者会見では、同じセントラル・リーグへ加盟する古巣の阪神球団について、「2017年に故障してからおよそ3年間、一軍（公式戦）で登板する機会がなくても、（故障した右肩の）回復を待ってくれた。その期間があったから、（2019年の退団後も）香川で投げることができた。『あそこで待っていてくれなかったら、あのまま野球ができない状態だったんじゃないかな』と思う」と述懐。「阪神戦で投げたい気持ちが強いので、対戦を楽しみにしている」とのコメントも残した。この会見から約1か月後の2020年10月16日に、NPB復帰・ヤクルト入団後初めて、阪神打線と甲子園球場で対戦。4回1/3を投げたものの、8被安打2失点という内容で黒星を喫した。もっとも、同球場での一軍マウンドが阪神時代の2016年4月27日の対巨人戦以来1633日ぶりであったことから、先発のマウンドへ向かう前も、交代を命じられた後も阪神ファンから温かい拍手を送られていた。
１歳の時に兵庫で阪神・淡路大震災に、高校生の時に福島で東北地方太平洋沖地震に、令和6年に妻の実家（福井）に帰省中に能登半島地震 (2024年)と三度、大きな震災を経験している。

## 詳細情報

### 年度別投手成績
| 年 度     | 球 団     | 登 板 | 先 発 | 完 投 | 完 封 | 無 四 球 | 勝 利 | 敗 戦 | セ 丨 ブ | ホ 丨 ル ド | 勝 率 | 打 者 | 投 球 回 | 被 安 打 | 被 本 塁 打 | 与 四 球 | 敬 遠 | 与 死 球 | 奪 三 振 | 暴 投 | ボ 丨 ク | 失 点 | 自 責 点 | 防 御 率 | W H I P |
| --------- | --------- | ----- | ----- | ----- | ----- | -------- | ----- | ----- | -------- | ----------- | ----- | ----- | -------- | -------- | ----------- | -------- | ----- | -------- | -------- | ----- | -------- | ----- | -------- | -------- | ------- |
| 2012      | 阪神      | 1     | 1     | 0     | 0     | 0        | 0     | 0     | 0        | 0           | ----  | 21    | 5.0      | 4        | 0           | 2        | 0     | 0        | 3        | 2     | 0        | 1     | 1        | 1.80     | 1.20    |
| 2013      | 阪神      | 5     | 0     | 0     | 0     | 0        | 0     | 0     | 0        | 0           | ----  | 32    | 8.0      | 4        | 3           | 2        | 0     | 1        | 1        | 0     | 0        | 5     | 5        | 5.63     | 0.75    |
| 2014      | 阪神      | 13    | 3     | 0     | 0     | 0        | 1     | 3     | 0        | 0           | .250  | 103   | 24.0     | 23       | 3           | 10       | 0     | 1        | 25       | 0     | 0        | 19    | 18       | 6.75     | 1.38    |
| 2015      | 阪神      | 29    | 0     | 0     | 0     | 0        | 1     | 1     | 0        | 2           | .500  | 144   | 34.1     | 15       | 1           | 27       | 1     | 1        | 23       | 0     | 1        | 10    | 10       | 2.62     | 1.22    |
| 2016      | 阪神      | 9     | 0     | 0     | 0     | 0        | 0     | 0     | 0        | 2           | ----  | 41    | 9.0      | 8        | 1           | 5        | 0     | 0        | 3        | 2     | 0        | 4     | 3        | 3.00     | 1.44    |
| 2020      | ヤクルト  | 7     | 7     | 0     | 0     | 0        | 1     | 2     | 0        | 0           | .333  | 157   | 33.2     | 49       | 2           | 13       | 1     | 1        | 21       | 0     | 0        | 17    | 16       | 4.28     | 1.84    |
| 通算：6年 | 通算：6年 | 64    | 11    | 0     | 0     | 0        | 3     | 6     | 0        | 4           | .333  | 498   | 114.0    | 103      | 10          | 59       | 2     | 4        | 76       | 4     | 1        | 56    | 53       | 4.18     | 1.42    |

### 年度別守備成績
| 年 度 | 球 団    | 投手  | 投手  | 投手  | 投手  | 投手  | 投手     |
| 年 度 | 球 団    | 試 合 | 刺 殺 | 補 殺 | 失 策 | 併 殺 | 守 備 率 |
| ----- | -------- | ----- | ----- | ----- | ----- | ----- | -------- |
| 2012  | 阪神     | 1     | 0     | 0     | 0     | 0     | ----     |
| 2013  | 阪神     | 5     | 0     | 2     | 1     | 0     | .667     |
| 2014  | 阪神     | 13    | 0     | 4     | 1     | 1     | .800     |
| 2015  | 阪神     | 29    | 0     | 5     | 0     | 0     | 1.000    |
| 2016  | 阪神     | 9     | 0     | 1     | 0     | 0     | 1.000    |
| 2020  | ヤクルト | 7     | 5     | 1     | 0     | 0     | 1.000    |
| 通算  | 通算     | 64    | 5     | 13    | 2     | 1     | .900     |

### 記録

#### NPB
初記録
投手記録
- 初登板・初先発登板：2012年9月2日、対広島東洋カープ22回戦（阪神甲子園球場）、5回1失点で勝ち負けつかず
- 初奪三振：同上、1回表に菊池涼介から空振り三振
- 初勝利：2014年7月30日、対東京ヤクルトスワローズ13回戦（阪神甲子園球場）、4回表無死に2番手で救援登板、1回無失点
- 初先発勝利：2020年10月1日、対横浜DeNAベイスターズ21回戦（横浜スタジアム） 、7回無失点

打撃記録
- 初安打：2020年10月30日、対読売ジャイアンツ20回戦（東京ドーム）、3回表に今村信貴から投手強襲安打

### 独立リーグでの投手成績
| 年 度     | 球 団     | 登 板 | 先 発 | 完 投 | 完 封 | 無 四 球 | 勝 利 | 敗 戦 | セ 丨 ブ | ホ 丨 ル ド | 勝 率 | 打 者 | 投 球 回 | 被 安 打 | 被 本 塁 打 | 与 四 球 | 敬 遠 | 与 死 球 | 奪 三 振 | 暴 投 | ボ 丨 ク | 失 点 | 自 責 点 | 防 御 率 | W H I P |
| --------- | --------- | ----- | ----- | ----- | ----- | -------- | ----- | ----- | -------- | ----------- | ----- | ----- | -------- | -------- | ----------- | -------- | ----- | -------- | -------- | ----- | -------- | ----- | -------- | -------- | ------- |
| 2020      | 香川      | 9     | 9     | 5     | 3     | 1        | 5     | 0     | 0        | 0           | 1.000 | 222   | 64.0     | 26       | 0           | 8        | -     | 4        | 76       | 3     | 0        | 4     | 3        | 0.42     | 0.53    |
| 通算：1年 | 通算：1年 | 9     | 9     | 5     | 3     | 1        | 5     | 0     | 0        | 0           | 1.000 | 222   | 64.0     | 26       | 0           | 8        | -     | 4        | 76       | 3     | 0        | 4     | 3        | 0.42     | 0.53    |

- 各年度の太字はリーグ最高、赤太字はリーグにおける歴代最高

### 独立リーグでのタイトル
IL
- 最優秀防御率（2020年）

### 背番号
- 26（2012年 - 2017年）
  - 26（2014年日米野球日本プロ野球80周年記念試合、2016年WBSC U-23ワールドカップ）
- 126（2018年 - 同年7月29日）
- 97（2018年7月30日 - 2019年）
- 11（2020年 - 同年9月6日）
- 91（2020年9月7日 - 同年終了）
- 62（2021年）

### 登場曲
- 「ガチ桜」湘南乃風（2012年）
- 「曖歌」湘南乃風（2013年 - 2015年）
- 「C.h.a.o.s.m.y.t.h.」ONE OK ROCK（2016年 - 2021年）

### 代表歴
- 2011年AAAアジア野球選手権大会日本代表
- 2016 WBSC U-23ワールドカップ 日本代表